# 75式自走地上風測定装置

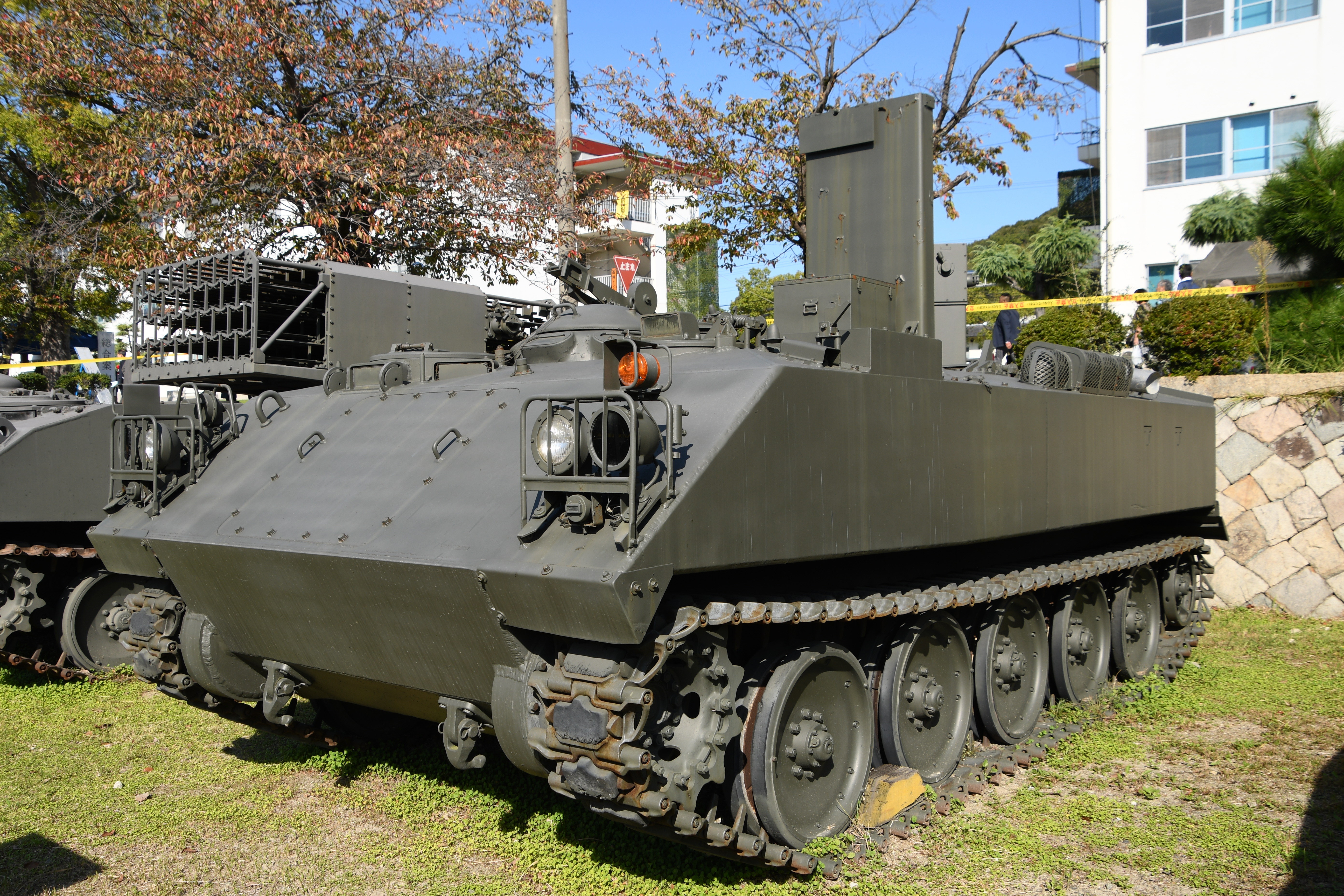
姫路駐屯地に展示されている退役車両
（2018年10月18日撮影）

75式自走地上風測定装置（ななごうしきじそうちじょうふうそくていそうち）は、陸上自衛隊の野戦特科部隊が装備していた。

## 概要
75式130mm自走多連装ロケット弾発射機（75MSSR）と共に運用され、発射機近くの地上風を測定、射撃諸元の算定に必要な情報を収集するための装備である。自走発射機4台に対して本車1両が随伴して行動する。
75MSSRは73式装甲車の試作型のうち小松製作所の開発したSUB-2型の車体の設計を流用しているが、本車は三菱重工が開発・採用された73式装甲車（SUB-1）の生産型に測定装置を搭載したものである。
75MSSRと平行して開発され、1975年（昭和50年）に「75式自走地上風測定装置」として制式採用された。
75MSSRの退役とともに、2003年（平成15年）に全車が退役した。

## 特徴

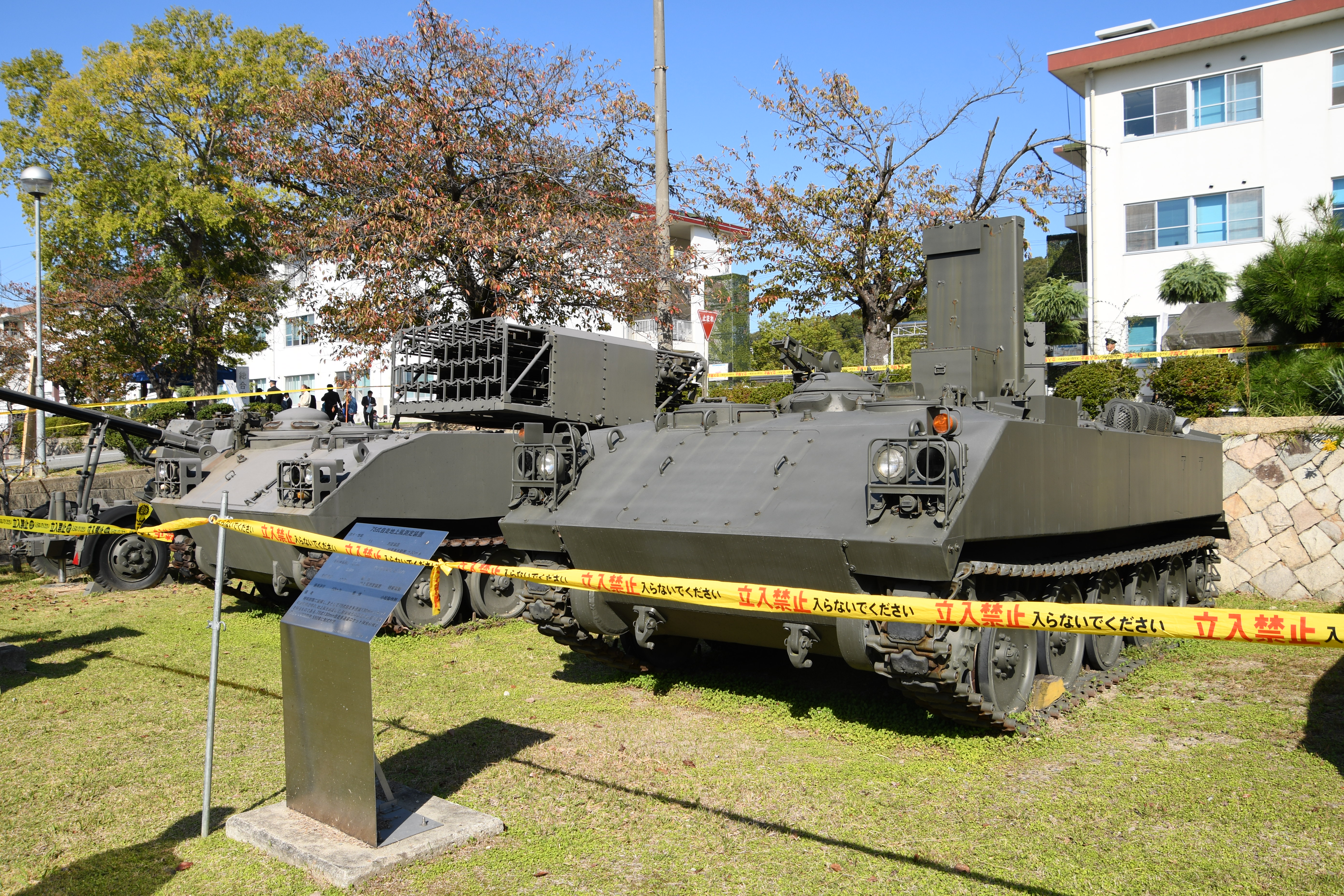
75式130mm自走多連装ロケット弾発射機と並んで展示されている75式自走地上風測定装置
姫路駐屯地にて
（2018年10月18日撮影）

73式装甲車の後部兵員室部分に伸縮式の測定装置と計測情報の計算・表示装置を搭載したもので、兵員室部分以外は73式装甲車とほぼ同じであるが、車体前面左側の74式車載7.62mm機関銃座および前方銃手席が無いことが異なり、機関銃用のマウントと前方銃手用のハッチは備えられていない。
角柱型の測定装置基部に先端に測定装置を搭載した梯子状の伸縮式支柱が収められており、支柱は4段に伸長する。支柱基部の前面は防護板によって覆われている。測定装置は風向と風速を±30 m/s、0.1 m/sの精度で計測できる。気温と湿度を計測することができると記載された資料もあるが、測定装置の性能に関しては公開されていない部分が多いため、詳細は不明である。車内に搭載されている計算・表示装置に関しても詳細は公開されていないため、装置の能力に関しては不明な点が多い。
75MSSRと共に運用される車両だが、計測結果や射撃諸元のデータ送信能力および発射機に対する管制能力は持たない。

## 諸元
（車両）
- 全長：約5,700 mm[1]
- 全高：約3,500 mm（支柱収納時）、約12,500 mm（支柱伸長時）[1]
- 全幅：約2,900 mm[1]
- 全備重量：約12,800 kg[1]
- 主機：三菱　4ZF　2ストロークV型4気筒空冷ディーゼルエンジン
300 hp / 2,200 rpm
- 最高速度：約60 km/h[1]
- 武装：12.7mm重機関銃 M2 1基
- 乗員：4名[1]

（測定装置）
- 縦風表示範囲：±30 m/s[1]
- 横風表示範囲：±30 m/s[1]
- 最小指示単位：0.1 m/s[1]

## 製作
- 小松製作所（車体）[1]
- 明星電気（測定装置）[1]